# Kirkeklokke
En kirkeklokke er en stor klokke, der bruges i religiøs sammenhæng (særligt fra kristne kirker), fx ved gudstjenester, bryllupper, dåbshandlinger, begravelser o.l. eller for at angive et tidspunkt på dagen (solopgang og -nedgang).
De første kristne kirker havde ikke klokker, da kristendommen blev anset for statsfjendtlig. Derfor foregik gudstjenester i private hjem og i det skjulte. Da kristendommen blev statsanerkendt i år 313, begyndte man at bygge kirker, men uden klokker, da klokkeringning blev anset for en hedensk skik.
Verdens største kirkeklokke er Zar-klokken, der blev fremstillet 1733-35 i Moskva. Klokken er i dag udstillet ved Ivan Velikij-klokketårnet i Kreml.

## Historie
Paulinus (død 431), biskop i Nola i Campanien, sagdes at være den første til at benytte klokker, formet som klokkeblomster, til at kalde sammen til bøn. Ifølge legenden blev han inspireret til dette efter at han, overmandet af træthed, var faldet i søvn i en eng, hvor han blev vækket af små klingende bjælder, båret af engle. 
Det er sagt, at pave Sabinianus (død 606) var den, der indførte klokkeringning for at kalde sammen til nadver og kanoniske timer. 

## Kirkeklokker i Danmark
Danmarks ældste bevarede kirkeklokke er Hedebyklokken fra 900-tallet.
Om Valdemar Atterdag berettes det, at han på sit dødsleje råbte: "Hjælp mig, Esrom, hjælp mig, Sorø, og du store klokke i Lund!"
I 1526 gav kong Frederik 1. ordre til, at hvis en kirke havde to klokker, skulle den største afleveres til at støbes kanoner af. Havde kirken tre klokker, skulle den største og den mindste afleveres. På Sjælland blev klokkerne indsamlet i København og Kalundborg. I hele landet blev der indsamlet omkring 1.180 klokker med en samlet vægt på 375 tons, hvad der var langt mere, end kanonstøberne kunne overkomme. 
Flere kirkeklokker kan spille sammen i et klokkespil. Klokkernes knebel forbindes med nogle lange stænger til et klaverlignende instrument i et rum under klokkerne, hvor klokkespilleren sidder og spiller på klokkerne ved at slå med let knyttede hænder på de stokke på størrelse med overskårne kosteskafter, der udgør tangenterne. Melodierne må dog omskrives noget, idet kirkeklokkers overtoner klinger i mol, mens de på alle andre instrumenter klinger i dur. Der må også tages hensyn til, at store klokker har en langt større gennemslagskraft end de små.
Det er almindelig skik, at danske kirker ringer med klokkerne morgen og aften samt til middag. Derudover ringes der normalt umiddelbart før kirkelige handlinger. Før søndagens højmesse ringes der tre adskilte ringninger af nogle minutters varighed hver, og sidste ringning (sammenringningen) efterfølges af bedeslag, der som regel udgøres af tre gange tre enkeltslag, der slås på kirkens største klokke og indleder højmessen.
Til særlige højhelligdage og aftenen før en række andre helligdage bruges endvidere kimning, som er en særlig ringeform, hvor klokken forbliver i ro, og der i stedet slås hurtige slag på ydersiden af klokken med en hammer af træ eller lignende.

## Folketro
I folketroen kunne kirkeklokkernes rungende lyd forjage det onde fra sognet. Lidt afskrabet rust fra dem blev regnet som en hjælp mod mange sygdomme. 
Det sagdes, at da Thomas Beckett blev myrdet, ringede klokkerne i Canterbury-katedralen af sig selv. 
I Frankrig ringes der ikke med kirkeklokker langfredag, og man siger, at klokkerne er fløjet til Vatikanet. Påskemorgen løber børnene ud i haven for at se dem komme flyvende tilbage fra Rom. 